# Barbro Flodquist
Barbro Larsdotter Flodquist, född 14 april 1919 i Engelbrekts församling i Stockholm, död 29 januari 1971 i Kungsholms församling i Stockholm 1971, var en svensk journalist och skådespelare.

## Biografi
Flodquist studerade vid Dramatens elevskola 1939–1942. Efter detta var hon verksam som komedienne och sångerska i bland annat i både Kar de Mumma och Karl Gerhards revyer 1944 och även verksam på Vasateatern. 
Hon turnerade i folkparkerna flera somrar tillsammans med Kai Gullmar, Dagmar Olsson och Sten Lindgren som Trivsamma Trean. Flodquist medverkade i 19 filmer, debuten skedde 1940. 
Från 1946 var hon verksam som journalist, främst som kriminalreporter på Expressen.
Hon var dotter till läkaren Lars Flodquist och Ester Hedblom samt syster till läkaren Olof Flodquist och Birgit Bonnier som var gift med Albert Bonnier Jr. Barbro Flodquist var ogift.
Flodquist är begravd på Norra begravningsplatsen utanför Stockholm. 

## Filmografi
- 1940 – Den blomstertid
- 1940 – Hanna i societén
- 1942 – Sol över Klara
- 1943 – Ombyte av tåg
- 1943 – Lille Napoleon
- 1943 – Kungsgatan
- 1944 – Hans officiella fästmö
- 1944 – En dotter född
- 1945 – Biljett till äventyret
- 1946 – Kvinnor i väntrum
- 1947 – Försummad av sin fru
- 1947 – Nattvaktens hustru
- 1947 – Kvarterets olycksfågel
- 1948 – Musik i mörker
- 1948 – Banketten
- 1948 – Eva
- 1949 – Gatan
- 1950 – Den vita katten
- 1950 – Restaurant Intim
- 1951 – Gre-No-Li, Nacka & Co.
- 1955 – Älskling på vågen

## Teater

### Roller (ej komplett)
| År   | Roll                     | Produktion                                               | Regi            | Teater      |
| ---- | ------------------------ | -------------------------------------------------------- | --------------- | ----------- |
| 1940 | Kammarjungfrun           | Den lilla hovkonserten Toni Impekoven och Paul Verhoeven | Rune Carlsten   | Dramaten    |
| 1941 | Fru de Brionne           | Vi skiljas Victorien Sardou och Émile de Najac           | Alf Sjöberg     | Dramaten    |
| 1943 | Fröken Clara             | Herr Blink går över alla gränser Lars-Levi Laestadius    | Per Lindberg    | Vasateatern |
| 1943 | Monica Rollo             | Den okuvliga Mr Bunting Robert Greenwood                 | Martha Lundholm | Vasateatern |
| 1943 | Den unga skådespelerskan | Teater W. Somerset Maugham                               | Martha Lundholm | Vasateatern |
| 1946 | Lena                     | Aldrig en kvinna Ivan Oljelund                           | Martha Lundholm | Vasateatern |